# تروي دوغلاس
تروي دوغلاس (بالهولندية: Troy Douglas)‏ (من مواليد 30 نوفمبر 1962 في باجيت، برمودا) هو عدّاء هولندي سابق.

## وصلات خارجية
- تروي دوغلاس على موقع الاتحاد الدولي لألعاب القوى (الإنجليزية)
- تروي دوغلاس على موقع اللجنة الأولمبية الدولية (الإنجليزية)
- تروي دوغلاس على موقع أوليمبيديا (الإنجليزية)
- تروي دوغلاس على موقع اتحاد ألعاب الكومنولث (مؤرشف) (الإنجليزية)
- Masters T&F 100 metres Dash All-Time Rankings M35 10.16 M40 10.29
- Masters T&F 200 metres Dash All-Time Rankings نسخة محفوظة 17 سبتمبر 2018 على موقع واي باك مشين. M35 20.19 M40 20.64
- Masters T&F 400 metres Dash All-Time Rankings نسخة محفوظة 28 ديسمبر 2008 على موقع واي باك مشين. M40 48.61

1. 1 2  Olympedia (بالإنجليزية), 2006, QID:Q95606922